# アニメーションの歴史
本項ではアニメーションの歴史について述べる。人間はおそらく旧石器時代のように遠い昔から動きを描写しようと試みてきた。17世紀の幻灯機の発明は、先立つ発明がいくつかあった中で、最初の画像が動く装置として説得力のあるものであった。しかし、この画像の動きは、連続する画像による動画としてではなく、画像の連続的な高速移動によって表現されていた。1833年のフェナキストスコープの導入は、実際のアニメーションの嚆矢であったが、少数のフレームの短いループに限られていた。

## 動く絵への初期のアプローチ
アニメーション図面に類似する初期の連続的画像の例がいくつかある。これらの例のほとんどは、動画化すると非常に低いフレームレートしかなく、あまり生き生きとしていない短いアニメーションであった。これらの画像がアニメーションとして紹介されることはほとんどない。創造の時期に使用された技術を想像することは可能であるが、現物や記述の決定的な証拠は発見されていない。映画、漫画やその他の現代的な連続的画像の膾炙から、これらの初期の連続的画像が「プレ・シネマ」として容易に解釈されることがあるが、これらの画像の作成者がそれを企図したかは不確実であると主張されることがある。アニメーションとして流暢に表現するための、動きを十分に分節化するために必要な1秒未満インスタンスの概念は、19世紀以前には実際には発展しなかった。
静止画に動きの現象を取り込もうとする試みの初期の例は、動物がしばしば複数の脚が重なった位置に描かれている旧石器岩の洞窟の絵画に見られる。これらの重ね合わされた図形は、火の炎のちらつきの光または塗装された岩壁の異なる部分を照らし出し、動きの異なる部分を明らかにするもので、アニメーションの形態を意図していると主張されている
真ん中に穴があり、両側に描かれた小さな旧石器時代のディスクの考古資料は、回転されたときに動きを示すような先史時代のソーマトロープであると主張されている。

イランのBurnt Cityで出土したもの。互いに少しずつ異なる絵が連続的に描かれている。紀元前3千年紀後半。

イランのShahr-e Sukhtehで発見された5200年前の陶器のボウルには、5種類の連続した絵が描かれており、ヤギが木の上で飛び跳ねる様相を呈している。

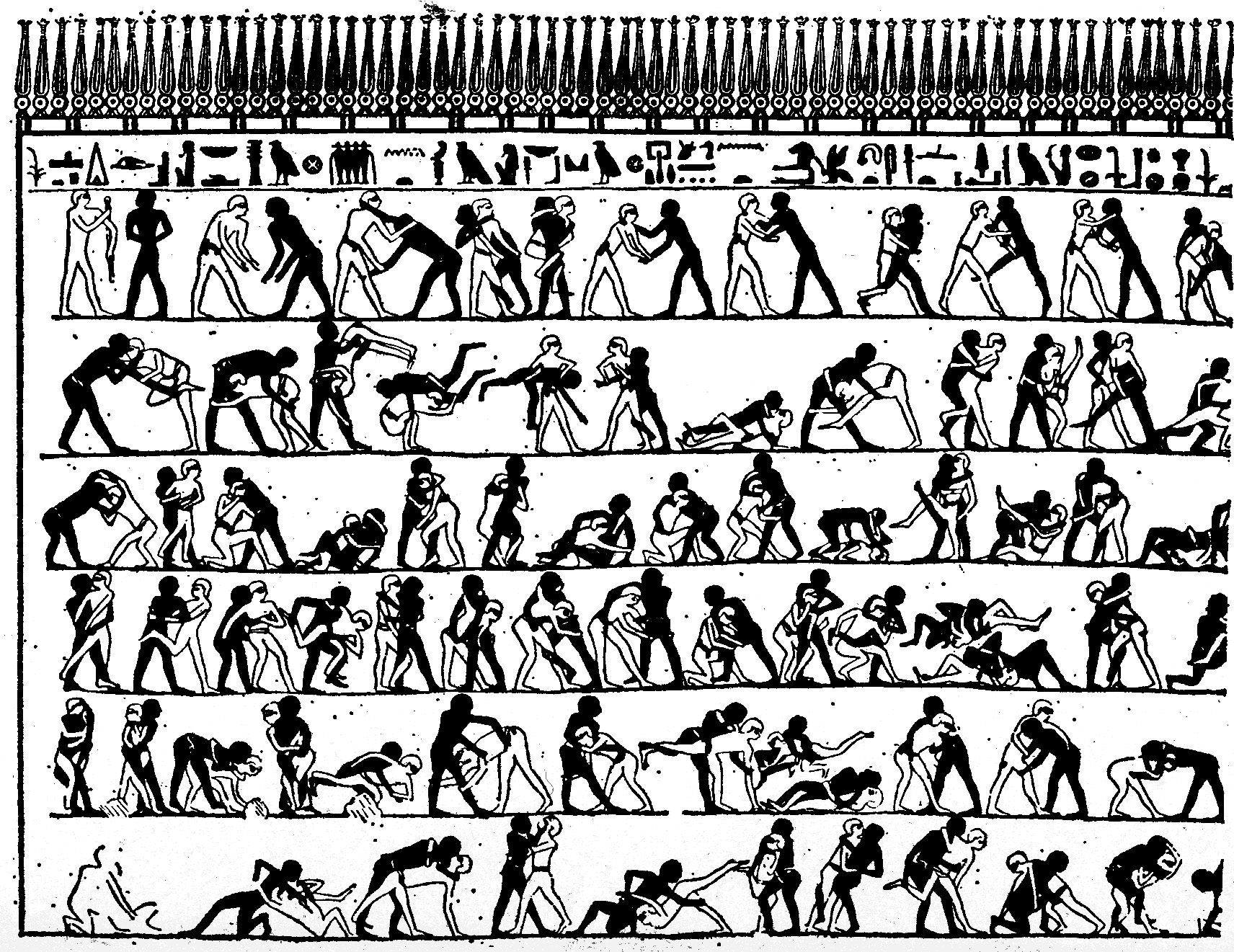
約4000年前のエジプトの埋葬室の壁画。レスラーの動きが表現されている。

エジプトのベニハッサンのKhnumhotepの墳墓にある約4000年前の壁画は、レスリングの試合での一連の出来事を明示する、非常に長い一連の画像を特徴としている
。
中世のコーデックスであるSigenot（1470年頃）は、さまざまな活動段階の間に比較的短い間隔で連続的な装飾を持っている。各ページの上方にある枠内に画像があり、書籍全体を通してそのサイズと位置が一貫している。
ウィンザー・コレクションの2つのフォリオ、Anatomical Studies of the Muscles of the Neck, Shoulder, Chest, and Armなどのレオナルド・ダ・ヴィンチによる7つの図は、上半身の詳細なレンダリングとあまり詳細でない顔のそれが特徴である。この連続的図像は、腕が伸びるときの図の複数の角度を示す。図面は、ある画像から次の画像へは小さな変化しか示さないので、それらは一緒になって単一の図形の動きを暗示している。
古代中国の記録では、丁緩という発明家の発明品について言及があり、その中には人間や動物に「動きの印象を与える」と言われているものがあるが、実際にはどのように動くものだったかは不明である。
紀元前1000年以来、中国には薄い紙の側面に投影された互いを追いかけているように見えるシルエットを持つ回転ランプが存在した。これは、典型的には馬や騎乗者を描くため「走馬灯」と呼ばれていた。シルエットがランプから立ち上がる加熱された空気によって回転するよう、羽根車を備えたシャフトがランタンの内側に取り付けられた。
これらのおよび他の動画の出現、例えば、本の可動装飾や人形影絵は、アニメーションとはみなされない。技術的には、連続した画像をすばやく表示することができず、見える結果はまったく現実的ではない。

## 幻灯機

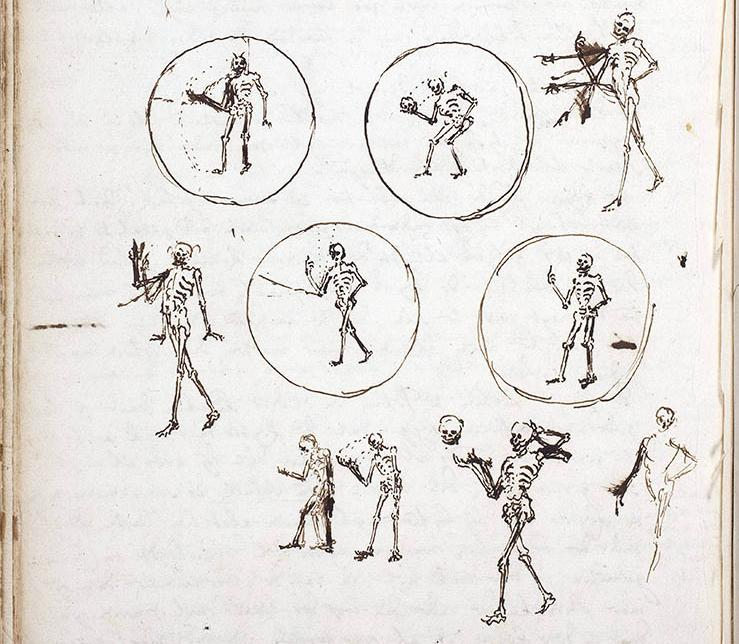
クリスチャン・ホイヘンスの1659年のスケッチ。死神の体の動きを表している。

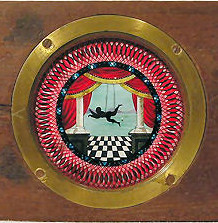
1880年頃のクロマトロープスライド

幻灯 (magic lantern) は金属や木の箱に光源を入れ、その光をレンズで集光し箱の中のガラス板に書かれたカラーの絵をスクリーンに投影する仕掛けであり、フランスで活躍した神父のアタナシウス・キルヒャー(Athanasius Kircher)が1646年に考案した。動画は、1659年にクリスティアーン・ホイヘンス(Christiaan Huygens)によって発明された幻灯機ではじめて投影された可能性がある。幻灯機スライドのスケッチに示されている年代が、幻灯機に関する最古の既知の文書である。1つの囲まれたスケッチは、腕を首から頭まで持ち上げる死神を描く。もう1つは、彼の腕から彼の右腕を上下に動かすことを示している。点線は意図した動きを示してる。
幻灯機のための塗装されたガラススライドに動きを加える技術は、1700年頃以降に記録されている。これらは通常、手で動かされた1つまたは複数の余分なガラス片に描かれた部分（例えば四肢）を含んでおり、静止したスライドを横切って小さな機構が残りの画像を示した。機械式スライドで人気だったテーマには、風車の旋回、人形の行列、目を動かす頭、長く成長する鼻、睡眠中の口に飛び込むネズミなどがある。より複雑な19世紀のラック機構(rackwork)のスライドは、当時知られていた8つの惑星と太陽を周回する衛星を示していた。ガラス上の塗装された波の2つの層は、穏やかな海の幻想的な錯覚を作り出し、操作のスピードを上げることによって、ボートを揺らす非常に荒れた海に変身する。
1770年、Edmé-Gilles Guyot（英語版）は、幻影の幽霊のイメージを透明でキラキラと描くために幻灯機スライドに煙を投射する方法を詳述した。この技術は、1790年から1830年の間にヨーロッパのいくつかの地域で非常に人気が高くなったファンタスマゴリーで使用された。説得力のある幽霊体験を作り出すために、他の技術も開発された。幻灯機は、スクリーンを横切って投影を移動するために手持ちにされていた（これは通常ほとんど目に見えない透明なスクリーンであり、背後には幻灯機を操作する人間が暗闇の中で隠れていた）。幻灯機をスクリーンに向かって動かすことで、幽霊が聴衆に近づいたり、大きくなったりする。複数のランタンは幽霊を独立に動かし、時には複雑なシーンの構成の重ね合わせに使用された。
幻燈は18世紀後半に日本に流入し、1803年以降に写し絵と呼ばれる映像芸能に発展した。基本的な装置の原則や投影方法は西洋の幻燈と同じであったが、写し絵ではフロ（幻灯機）を操作する人がフロを手に持って動き、時には複数の操作者とフロによって複雑なストーリーが表現された。
ディゾルビング・ビュー(Dissolving views)は、特に英国の1830年代と1840年代に人気の魔法の幻灯機ショーになった。これらは通常、冬から春または夏のバリエーションに変化する風景を、一方のバージョンからの光をゆっくりと減少させ、他方のスライドの投影を導入することによって行った。別の使用法では、たとえば樹木の像を徐々に大聖堂の像に変えていった。
1840年代から1870年代の間に、いくつかの抽象的な幻灯機のエフェクトが開発された。これには、塗装された2枚のガラスディスクを反対方向に回転させることによって眩しいカラフルな幾何学模様を投影したクロマトロープ(chromatrope)が含まれていた。
時には小さな人形影絵がファンタスマゴリーで使用されていた。細長いロッドやウォームホイールなども、1891年に特許を取得して製作された。これらの「ファントクシーニスライド」(Fantoccini slides)の人気バージョンには、武器を取り付けた宙返りのサルが転倒するものがあった。ファントクシーニスライドは、マリオネットやジャンピングジャック(jumping jacks)のようにイタリア語にちなんで名付けられた。

## フィルム以前のアニメーション
動画の出現の前に、アニメーション画像を首尾よく表示した多数の装置が導入された。これらの装置は、人々を楽しませ、驚かせ、時には恐怖させるために使用された。これらの装置の大半は、像を投影していないため、一度に1人または少数の人しか見ることができなかった。これらは、後のアニメーションのような大規模なエンターテイメント産業のための装置ではなく、光学的なおもちゃ(Optical toys)と見なされた。多くは、現在でも映画を学ぶ学生がアニメーションの基本原則を学ぶために使用される。

### 先駆的形態
Quarterly Journal of Science, Literature, and The Artsの1821年の記事は、垂直開口を通して見える回転ホイールの湾曲したスポークの錯視に興味を示している。1824年、ピーター・マーク・ロジェは、現れる湾曲に関する数学的詳細を提供し、スポークが動きのないように見えるという観察を加えた。ロジェは、この錯覚は「十分に鮮明であれば、網膜上の光線で描かれた印象は、原因が止んだ後も一定時間続く」という事実によるものであると主張している。「視覚の持続性」の理論は、目に実際に提示される静止画像の連続ではなく、映画を動きとして見る方法の原則である 。この理論は1912年以降うち捨てられたが、多くの映画の歴史の説明に残っている。しかし、ロジェの実験と解説は、マイケル・ファラデーとジョゼフ・プラトーによって、アニメーションの発明を最終的にもたらすと思われるいくつかのさらなる研究に影響を与えた。

### ソーマトロープ（1825年）
1825年4月、W. Phillips（ジョン・エアートン・パリ(John Ayrton Paris)との匿名組合）によって最初のソーマトロープが発売され、非常に人気のあるおもちゃになった。小さなボール紙のディスクの両面にある画像は、すばやく回転すると1つの合成画像に混ざり合っているように見える。これはしばしば「視覚の持続性」(persistence of vision)と呼ばれてきたものの例としてよく使われる（俗に残像として知られる、厳密には認知心理学でいうところの仮現運動による現象）。ソーマトロープは2相アニメーション(two-phase animation)にも使用できるが、フェナキストスコープがアニメーションの原則を確立した以降は、この効果を伴った例は知られていない。

### フェナキストスコープ（1832年）

エドワード・マイブリッジによるフェナキストスコープディスク（1893年）

フェナキストスコープ(phenakistiscope)またはファンタスコープ(fantascope)は、連続画像の迅速な連続的置換を用いる最初のアニメーション装置であった。日本語では「驚き盤」と呼ばれる。円盤状にした紙の片面に円周に沿って少しずつ差異のある絵を描き、それぞれの絵の間にスリット状をした窓を開られたもので、回転させながら覗くと絵が動いて見える。1832年11月または12月にベルギーのジョゼフ・プラトー(Joseph Plateau)とオーストリアのSimon von Stampferによってほぼ同時に考案された。プラトーは1833年1月に彼の発明について最初に発表した。この出版物は、ピラテッティング(pirouetting)ダンサーを描いた16枚のフレームを持つ。このフェナキストスコープは静止画を連続映写することで生じる残像現象を利用した映画・アニメーションの原理を完全に再現した装置であり、1832年が映画前史の始まりであるとする意見が主流となっている。
フェナキストスコープはノベルティのおもちゃとして非常に成功し、1年以内にファンタスコープ（Fantascope、プラトー）、Stroboscope（Stampfer）、Phénakisticope（GirouxとCie）など、多くのストロボスコープディスク(stroboscopic discs)がヨーロッパ各地で出版された。

### ゾエトロープ（1866年）
1833年7月、Simon Stampferは、フェナキストスコープの第2版に付属するパンフレットのにストロボスコープの原理を使用する可能性について説明した。英国の数学者ウィリアム・ジョージ・ホーナーは、1834年1月にプラトーのファンタスコープを円筒状に変形させられることを示唆した。ホーナーはこのDædaleumをブリストルの眼科医キング・ジュニアと一緒に出版する予定だったが、「何らかの障害を感じた」という。
1865年、ウィリアム・エンサイン・リンカーン(William Ensign Lincoln)は、容易に交換可能な画像のストリップを用いて、ゾエトロープ（回転のぞき絵）の決定版を発明した。基盤には紙のディスクが描かれていたが、これは商業生産されたバージョンでは必ずしも活用されなかった。リンカーンは1866年12月15日に広告を出したミルトン・ブラッドリー社にライセンスを許諾した。

### フリップブック（1868年）

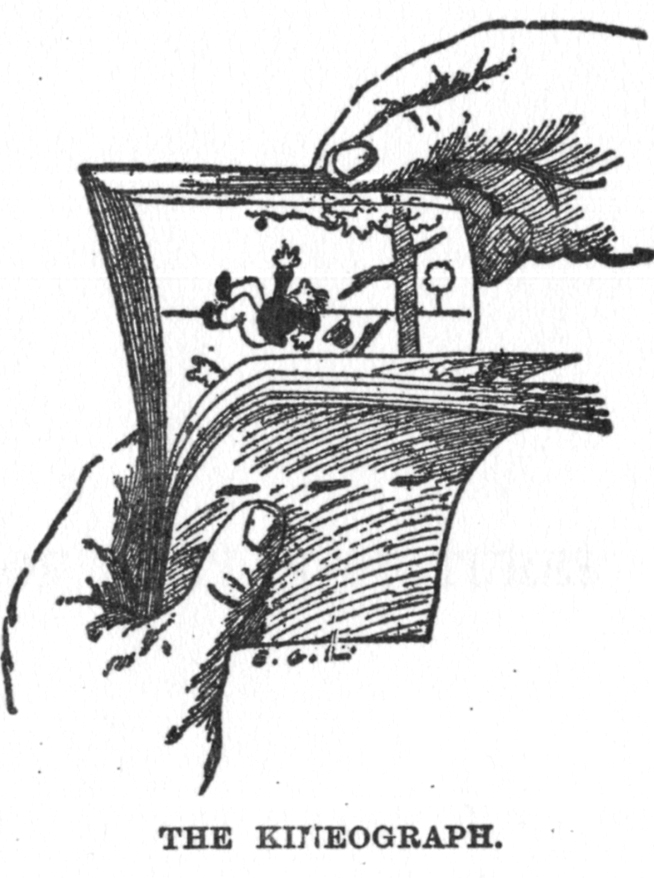
キネグラフのイラスト

John Barnes Linnettは、1868年に最初のフリップブック(パラパラマンガ)をキネグラフ(kineograph)として特許を取得した。フリップブックは、比較的弾力のあるページを備えた小さな本である。各ページには一連のアニメーションイメージが含まれている。利用者は通常、親指ですべてのページを曲げ、その後、手を徐々に動かす。フェナキストスコープ、ゾエトロープ、プラキシノスコープ(praxinoscope)と同様に、動きの錯覚は、各画像を連続する次の画像に突然置き換えることによって作成されるが、他の発明とは異なり、中断シャッターや鏡の組み立ては不要であり、利用者の手以外に絶対に必要なものはない。初期の映画制作者は、頻繁に視聴者に届かなかった以前の装置よりもフリップブックをインスピレーションを受けている

### プラキシノスコープ（1877年）
フランスの発明者シャルル・エミール・レイノーは1876年にプラキシノスコープを開発し、1877年に特許を取得した。 それはゾエトロープに似ているが、シリンダーのスリットの代わりにシリンダーの中心の周りに均等に配置された12個の長方形のミラーを持っている。各ミラーは、円筒の内壁に対向して配置された画像ストリップの別の画像を反射する。プラキシノスコープを回転させると、順次画像が1枚ずつ表示され、流暢なアニメーションが得られる。プラキシノスコープは、ゾエトロープと比較して動画像をはっきりと見えるようにした。1879年、レイノーはPraxinoscope Théâtreを含むようにゾエトロープの特許を改訂した。これは、ペッパーズ・ゴースト効果を利用して、アニメーション化された人物を交換可能な背景に表示した。その後の改良には、背景の投影までアニメーションを投影するためにダブルマジックランタン(double magic lantern)を使用した "Praxinoscope à projection"（1882年販売）が含まれていた。

## 初期のフィルムアニメーション

### テアトル・オプティーク
レイノーは投影用プラキシノスコープを、2つのスプールの間の長い帯状の傷に透明な絵を描いたテアトル・オプティーク（Théâtre Optique）に改良し、1888年12月に特許を取得した。これは細長いフィルムを用い、かつフィルムにパーフォレーション（送り穴）がつけられていたという点で後の映画フィルムと近く、少しずつ異なる絵を連続的に映写することで動画を映し出す仕組みは映画・アニメーションの概念に一段と近づいた。1892年10月28日にパリで「光のパントマイム」(Pantomimes Lumineuses)として開かれたショーには、哀れなピエロ(Pauvre Pierrot)、一杯のビール(Un bon bock)、道化師と犬( Le Clown et ses chiens)の3つの作品が含まれていた。レイノーはプロジェクション操作係として活動し、ショーはピアノを伴った。1895年にルミエール兄弟によって示された映画はそれを覆したが、1900年までグレヴァン美術館(Grévin Musée)で興行され、50万人以上が観覧した。テアトル・オプティークがアニメーションの直接的な祖先であるという見方が一般的である。

### キネトスコープとシネマトグラフ
1891年、トーマス・エジソンは箱の中に入ったフィルムをひとりで覗きながらフィルムを動かして動画を見るキネトスコープを発明した。また、フランスのルミエール兄弟は1895年にフィルムを幕に映写し、多くの観客が同時に映像を見ることが出来るシネマトグラフを開発した。これらはのちの映画と同様の技術であり、アニメーションもこの映画術を使用していくことになるが、映画術でアニメーションが制作されるまでは10年前後を要した。

### アーサー・メルボルン・クーパー
アーサー・メルボルン・クーパー(Arthur Melbourne-Cooper)によるMatches an Appeal（1899年）はストップモーションのコマーシャルである（その制作年には異議が唱えられている）。ボーア戦争で戦っている軍隊を支援するために1899年にこのフィルムが制作されたことを示すための有意な記録はなく、第一次世界大戦ごろであるとするのが明白である。

### ジェームズ・スチュアート・ブラックトン
ジェームズ・スチュアート・ブラックトン(J. Stuart Blackton)によるThe Enchanted Drawing（1900年）は、「アニメーションシーケンス」を含むスタンダード・フィルム(standard picture film)に記録された最初の映画と考えられている。ブラックトンは、顔、葉巻、ワイン1本、ガラスの「稲妻のスケッチ」(lightning sketches)を行っている。ブラックトンがワインを口に流して葉巻を飲むと、顔が表情を変える。この映画で使われていた技法は、基本的にジョルジュ・メリエスによって一般化されたストップ・トリックの効果であった。カメラは停止し、シーンにいくつかの変更が加えられた。この場合、図面は異なる表情（またはガラスを実物に置き換えたもの）である。ブラックトンはおそらく現存しない1896年に映画でも同じ技法を使っていた。その効果はほとんどアニメーションと見なすことはできないが、ブラックトンの1906年のユーモラスな表情は、スタンダード・フィルムで最も古いアニメーションとして知られてる。これは、フレーム間で変更された黒板の図面で作られたシーケンスで、表現を変化させる2つの顔と吹き抜けの葉巻を表示し、ストップモーションカットアウトアニメーション(stop-motion cut-out animation)の特徴を備えている。

## 伝統的アニメーション

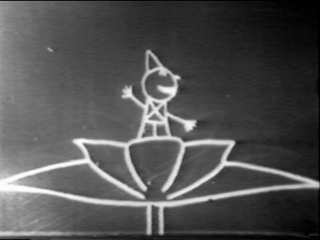
伝統的アニメーション（traditional (hand-drawn) animation）として知られることになる技法を最初に用いたエミール・コールのファンタスマゴリー（1908年）

フランスのエミール・コールは1908年のファンタスマゴリー(Fantasmagorie)という映画をのちに伝統的なアニメーション制作方法として知られるようになる手法で制作した。この映画は主に棒人間が動き、花に変身するワインボトルのようなあらゆる様式のモーフィングオブジェクトに遭遇っする。アニメーターの手がシーンに入るライブアクションのセクションもあった。この映画は、各フレームを紙に描き、各フレームをネガフィルムに撮影することで作成され、写真は黒板の外観を与えた。
より詳細な手描きアニメーションは、詳細な背景や文字で各フレームを手動で描くアニメーターのチームを必要とし、ウィンザー・マッケイの手による1911年のリトル・ニモ(Little Nemo)、1914年の恐竜ガーティ(Gertie the Dinosaur)、1918年のルシタニア号の沈没などが成功した
1910年代には、アニメ短編映画の制作（通常は"cartoons"（漫画）と呼ばれた）が独自の産業になり、映画劇場での公開のために漫画短編が制作された。当時最も成功したプロデューサーは、ジョン・ランドルフ・ブレイ（John Randolph Bray）であり、アニメーターEarl Hurdと一緒にセルアニメーションの特許を取得した。

### サイレント時代
レイノーのテアトル・オプティークは、投影されたアニメーションの初期例として知られている。トーマス・エジソンの1893年の発明であるキネトスコープ、ルミエール兄弟の1894年の発明であるシネマトグラフのような映画の装置よりも前のことであった。レイノーは、1892年10月28日、フランスのパリのMusée Grévinで3つの彼のアニメーションを展示した。これらの3つのうち現存するのは、500フレームの長さの哀れなピエロ(Pauvre Pierrot)のみである。
シネマトグラフが動画を大衆化した後、プロデューサーはアニメーションの無限の可能性をより深く探求し始めた 。1897年にアルバート・E・スミス(Albert E. Smith)とジェームズ・スチュアート・ブラックトンによって「The Humpty Dumpty Circus」と呼ばれる短いストップモーションアニメーションが制作された 。ストップモーションは、画像が記録されている間に実際の物体を移動させる技術であるため、画像を通常のフレームレートで見ると、オブジェクトは目に見えない力で動いて見える。それは、不可能な行動の錯覚を生み出した様々な初期トリック映画の技術に直接受け継がれる。
その後、ストップモーション技術を特集した他のいくつかの映画が発表されたが、最初に広範な賞賛を受けるのはブラックトンのThe Haunted Hotelで、視聴者を困惑させ、さらなる発展を促した。1906年にブラックトンは、愉快な百面相(Humorous Phases of Funny Faces)という、スタンダード・フィルムにアニメーションが最初の描かれた作品を作った。これは、黒板にチョークで描かれた顔をコマ撮りしたもので、突然顔が自律的に動くものであった
フランスの監督エミール・コールによるファンタスマゴリーも注目に値する。 1908年8月17日、パリのThéâtredu Gymnaseで初めて上映された。コールはその後、1912年にニューヨーク近郊のニュージャージー州フォートリーに行き、そこでフランス資本ののスタジオであるエシクレア( Éclair)で働き、アニメーション技術を米国に広めた。
2005年に発見された制作者不明の『活動写真』は、大阪藝術大学の松本夏樹とアニメーション研究家の津堅信之によって日本最古のアニメーション作品であると推測されており、1907年から1911年の間に作られたと思われている  。この映画は、50枚のセルロイドストリップの一連の漫画画像で構成され、1秒間に16枚のフレームで3秒間続く。「活動写真」と書いて、鑑賞者に向かい、帽子をはずし、敬礼をするセーラー服の少年を描いている。これは、裕福な家庭用プロジェクター所有者に販売するために量産されたという証拠がある。松本によれば、比較的質の低い印刷技術は、それが小規模な映画会社によるものである可能性が高いことを示している
エミール・コールの影響を受けて、ラディスラフ・スタレヴィッチとして知られているロシア生まれの（民族的にポーランド人）監督のWladyslaw Starewiczは、死んだ昆虫を使ってストップモーション映画を作り始めた。1911年、彼は複数の異なる昆虫間の反逆と暴力の複雑な物語「カメラマンの復讐」(The Cameraman's Revenge)を制作した。人形アニメーションのパイオニア作品であり、そのような劇的な複雑さの最も古いアニメーション映画であり、動機づけ、欲求、感情で満ちている。
1914年、アメリカの漫画家ウィンザー・マッケイ（Winsor McCay）は、手書きアニメーションのの初期の例である恐竜ガーティ(Gertie the Dinosaur)を発表した。映画はマッケイのボードビル出演のために作られ、マッケイは一連のジェスチャーでガーティと話す。映画の終わりには、マッケイがプロジェクションスクリーンの後ろを歩いているシーンがあり、彼がスクリーンに現れ、漫画の恐竜の背中に乗る。このシーンによって、恐竜ガーティは、実写映像と手描きアニメーションを組み合わせた最初の映画となった。マッケイは映画のために使った10000点の図面のほとんどを手描きした。
また、1914年、ジョン・ブレイ(John Bray)はジョン・ブレイ・スタジオ(John Bray Studios)を開き、アニメーションの作成方法に革命をもたらした。ブレイの部下の一人であるアール・ハード（Earl Hurd）は、セルアニメーションの特許を取得した。これは、透明なセルロイドシート上で動く物体をアニメーション化することを含む。アニメーターは静止した背景画像の上にシートを撮影して一連の画像を生成した。これは、ブレイの革新的な組立ラインの使用法と同様に、ジョン・ブレイ・スタジオが最初のアニメーションシリーズであるColonel Heeza Liarを制作することを可能にした
1915年、Max FleischerとDave Fleischerのフライシャー兄弟は、アニメーションをフィルムから参照する仕組みのロトスコープを発明し、そのスタジオは後でKoko the Clown、ベティ・ブープ、ポパイ、スーパーマンなどのアニメーションの古典と呼べる作品を発表した。また同じく1915年頃からチャールズ・チャップリンを主人公にしたアニメーションが次々と制作されている（チャールズ・チャップリン#映画（アニメ）参照）。1918年、マッケイは戦時宣伝映画「ルシタニア号の沈没」を発表した。マッケイは絵画のような新しいアニメーション技法のいくつかを止揚したが、製作をすべて彼自身が行ったため、第一次世界大戦が終わる直前まで実際には発表できなかった。この時点で、大規模なアニメーションスタジオは業界標準になりつつあり、マッケイのような芸術家は世間の目から遠のいていった。
アルゼンチン出身のキリーノ・クリスティアーニ(Quirino Cristiani)が1917年に作った「使徒」(ElApóstol)は、最初に知られていたアニメーションによるフィーチャー映画である。また、1931年の「ペルードポリス」(Peludópolis)（同期サウンドを使用した最初の長編アニメーション）など、2つのアニメーション映画を監督した。しかし、これらはいずれも現存しない
パット・サリバン・スタジオのオットー・メスマー(Otto Messmer)は、1920年にフィリックス・ザ・キャットを制作した。スタジオのオーナーであるパット・サリバンがフィリックスの製作のすべてにクレジットされており、これが初期のアニメーションスタジオでの一般的な慣行となった 。フィリックスはパラマウント映画によって配給され、多くの視聴者を集めた。フェリックスは商品化された最初の漫画だった。
ドイツでは、1920年代にヴァルター・ルットマン(Walter Ruttman)、ハンス・リヒター、オスカー・フィッシンガー(Oskar Fischinger)によって、抽象的図像を音楽に合わせて動かし動きそのものの美を表現しようとして抽象アニメーションが製作された。いわゆる 「退廃芸術」に対するナチスの検閲が1933年以降抽象アニメーションの発展を妨げた。実験的アニメーションの製作者としては、ロシア生まれでフランスで活動したアレクサンドル・アレクセイエフ(Alexandre Alexeieff)とスコットランド生まれでカナダで活動したノーマン・マクラレン(Norman McLaren)が業績を残している。アレクセイエフはピンスクリーンと呼ばれる装置を発明してアニメーションで木炭画調を再現した。マクラレンは、ドイツ表現主義やイギリスのLen Lyeの影響を受け、シネカリグラフ、ダイレクトペイント、ピクシレーションなどの技法を発明した。
現存する最古の長編映画は、1926年の影絵アニメ『アクメッド王子の冒険』で、カラー着色フィルム(colour-tinted film)を使用していた。製作を指揮したのはドイツのロッテ・ライニガーとフランス系ハンガリー人のベルトール・バルトシュ(Berthold Bartosch)であった

### ウォルトディズニーとワーナーブラザーズ
1923年、ラフォグラム・フィルムが破産し、その所有者であるウォルト・ディズニーがロサンゼルスに新しいスタジオを開設した。ディズニーの最初のプロジェクトは、多くのキャラクターと対話するライブアクションの女の子を特色にしたアリスコメディーズ(Alice Comedies)シリーズだった。ディズニーの最初の画期的な作品は、1928年の「蒸気船ウィリー」で、ミッキーマウスシリーズの3作目に当たる  。これはアニメーションとしては初の本格的なトーキーであった。ただし、多くの人が「蒸気船ウィリー」が最初の音がついたアニメーションであると信じているが、これ以前に1924年5月から1926年9月にかけてマックス・フライシャーとデイヴ・フライシャーが"サウンド・オン・フィルム"という技法を使って19の音の付いたアニメーション作品を製作している。
1933年にはワーナー・ブラザースが設立された。ディズニーのスタジオはウォルト・ディズニー自身が厳重に管理していることで知られていたが、ワーナー・ブラザースではアニメーターの自由を許し、アニメーターがより身近なスタイルを開発することを可能にした。
フルカラーの3色テクニカラーを使用した最初のアニメーションは1932年にディズニーによって制作された花と木で、これはアカデミー賞を受賞した。カラーアニメーションはまもなく業界標準となり、1934年にワーナーは最初のカラー映画であるメリー・メロディーズシリーズのHoneymoon Hotelを発表した。一方、ディズニーは、アニメーション映画の成功は情緒的な物語を伝えることに依存していることに気付いた。彼は、アニメーターとは別のストーリー作家による「ストーリー部門」を設置した。これはディズニースタジオが1933年に初めて開発したキャラクターである三匹の子ぶたでその真価を発揮した。1935年、テックス・アヴェリーはワーナーとの最初の映画を発表した。アヴェリーの作風は、スラップスティック感覚で、急速に変化し、暴力的で風刺的であった

### 白雪姫
多くの人がディズニーの1937年の白雪姫を最初のアニメーションのフィーチャー映画として考えているが、それより前に少なくとも7作のフィーチャー映画がある。しかし、ディズニーの映画は、手描きのアニメーションを使って完全に作られた最初のものだった。白雪姫のアカデミー賞審査の7ヶ月前にディズニーが製作した白雪姫の宣伝用アンソロジーフィルムを除く他の作品は、切り絵や影絵、ストップモーションを用いた作品であった（現存するのはうち4作）。
他方、このころディズニーとは異なる方法論・作風によるアニメーションを制作する者もあり、その代表例はフライシャー兄弟である。ディズニーの動物を擬人化した「子供っぽい」キャラクターとは対照的に、ベティ・ブープやポパイなどは大人に受け入れられたキャラクターであった。

### テレビの時代
カラーテレビは、1951年に米国で導入された。1958年、ハンナ・バーベラは最初の30分番組「ハックルベリー・ハウンド・ショー」( The Huckleberry Hound Show)を発表した。Terrytoonsは同じ年にTom Terrificを発表した 。1960年、ハンナ・バーベラは、プライムタイムのテレビで最初にアニメ化されたアニメーションのテレビ番組「原始家族フリントストーン」(The Flintstones)を発表した。テレビは、劇場で上映されていたアニメーションへの大衆の興味を減退させた。
また、ディズニーの「ディズニーランド(開園前のディズニーランドの宣伝番組)」、「ミッキーマウス・クラブ」(The MickeyMouse Club)、ユニバーサル・ピクチャーズの「ウッディー・ウッドペッカー・ショー」(The Woody Woodpecker Show)当、過去に劇場で上映された短編作品をカラーテレビでの再放送を行う他、ジョー・オリオロによるフィリックス・ザ・キャットのリブートなどアニメーション時代の黄金期に人気を博したキャラクター達の活躍の場が設けられた。

### アート・アニメーション
明確な定義がなされた語ではないが「アート・アニメーション」と呼ばれる美的・造形的価値を追求するアニメーション作品群があり、東欧では第二次世界大戦前から発達した。この地域ではアメリカで発達したセルアニメーションが普及せず、安価で製作できる人形劇アニメーションや切り絵アニメーションが用いられたほか、地域性として人形劇の伝統があったことが発達の背景にある。
チェコでは、1940年代からヘルミーナ・ティールロヴァー(Hermína Týrlová)が人形劇アニメーションや立体素材を用いた作品を制作し、そのほかにはイジー・トルンカ(Jiří Trnka)やカレル・ゼマン(Karel Zeman)などが1950年代から60年代にかけての代表的製作者である。
ロシアはロマン・カチャーノフ(Роман Качанов)の「チェブラーシカ」(Чебурашка)のような人形劇アニメーションや、フョードル・ヒートルーク(Фёдор Савельевич Хитрук)のような風刺的作品、ユーリ・ノルシュテイン(Юрий Борисович Норштейн)の「話の話」(Сказка сказок)などの切り絵アニメーションがアート・アニメーションとして代表的である。
ユーゴスラビア時代からスタジオが存在したクロアチアやソビエト時代から国営スタジオが存在したエストニアではセルアニメーションを用いたアート・アニメーションが制作されている。ポーランドやハンガリーでも製作されており、1982年にJózsef Gémesが制作した油絵によるアニメーション「英雄時代」(Dalias idok)は長編アート・アニメーションの代表作である。

## アニメーション技術
アニメーションを作成するために無数のアプローチが長年にわたって発生してきた。ここでは、一般的技術として組み込まれている非伝統的な技術を説明する。

### CGIアニメーション
最初の完全にコンピュータアニメ化されたフィーチャー映画は、ピクサーのトイ・ストーリー（1995年）である。CGIアニメーションのプロセスは、従来のアニメーションと同じくらい面倒で似通っているが、原則の多くには依然として従っている。
マシニマは、リアルタイムの3Dコンピュータグラフィックスレンダリングエンジンを使用した映画制作を制作方法である。ほとんどの場合、ビデオゲームはコンピュータアニメーションの生成に使用される。マシニマに基盤を置くアーティスト（machinimistsまたはmachinimatorsとも呼ばれる）は、しばしば著作権で保護された素材を再利用するfan laborersである。

## アニメーションの記念碑的作品
| Year   | Milestone                                                                                   | Film                                                                     | Notes |
| ------ | ------------------------------------------------------------------------------------------- | ------------------------------------------------------------------------ | --- |
| 1917年 | フィーチャー映画                                                                            | 「使徒」El Apóstol                                                       | 切り絵アニメーション、現存せず |
| 1926年 | フィーチャー映画                                                                            | The Adventures of Prince Achmed                                          | 現存最古のアニメーション。切り絵・影絵。 |
| 1919年 | ロトスコープによる作品                                                                      | The Clown's Pup                                                          | 短編 |
| 1924年 | フィルムに音声が同期された作品                                                              | 「おお、メイベル」Oh Mabel                                               | リー・ド・フォレストのフォノフィルムを用いた短編。作中のキャラクターはしゃべらない。                                                                  |
| 1926年 | フィルムに音声が同期された作品で、作中でキャラクターがセリフを喋るもの                      | My Old Kentucky Home                                                     | フォノフィルムを用いた短編。犬のキャラクターが "Follow the ball, and join in, everybody!"としゃべる。                                                 |
| 1930年 | 二色テクニカラー作品                                                                        | King of Jazz                                                             | Premiering in April 1930, a three-minute cartoon sequence produced by Walter Lantz appears in this full-length, live-action Technicolor feature film. |
| 1930年 | 二色テクニカラーを用いたスタンドアロン作品(stand-alone cartoon)                             | Fiddlesticks                                                             | アブ・アイワークスによる作品 |
| 1930年 | ストップ・モーションを用いた人形劇のフィーチャー映画                                        | The Tale of the Fox                                                      | |
| 1931年 | 音がついたフィーチャー映画                                                                  | Peludópolis                                                              | |
| 1932年 | 三色テクニカラー作品                                                                        | 「花と木」(Flowers and Trees)                                            | 短編 |
| 1934年 | ステレオプティカルカメラ(立体撮影)を用いた作品                                              | 「ベティのシンデレラ」(Poor Cinderella)                                  | 短編 |
| 1936年 | 2リールフィルムの三色テクニカラー作品                                                       | 「船乗りシンドバッドの冒険」(Popeye the Sailor Meets Sindbad the Sailor) | |
| 1937年 | 3色テクニカラーのフィーチャー映画                                                           | 「白雪姫」(Snow White and the Seven Dwarfs)                              | |
| 1940年 | ステレオフィニックサウンド                                                                  | 「ファンタジア」(Fantasia)                                               | |
| 1942年 | リミテッド・アニメーション                                                                  | 「ドーバーボーイズ」The Dover Boys                                       | 短編 |
| 1949年 | テレビシリーズ                                                                              | 「進め!ラビット」Crusader Rabbit                                         | |
| 1950年 | Short lived TV show                                                                         | The Adventures of Paddy the Pelican                                      | |
| 1953年 | ステレオスコープ3D作品                                                                      | 「メロディ」(Melody)                                                     | 短編 |
| 1953年 | ワイドスクリーン作品                                                                        | 「プカドン交響楽」(Toot, Whistle, Plunk and Boom)                        | 短編 |
| 1955年 | ワイドスクリーンのフィーチャー映画                                                          | 「わんわん物語」(Lady and the Tramp)                                     | |
| 1955年 | アメリカ合衆国以外でカラーテレビ放映                                                        | A Rubovian Legend                                                        | |
| 1955年 | ストップ・モーションのテレビ作品                                                            | 「ガンビー」The Gumby Show                                               | |
| 1956年 | プライムタイムのテレビ作品                                                                  | CBS Cartoon Theatre                                                      | |
| 1957年 | カラー放映用作品                                                                            | 「キャプテン・ブリープ」(Colonel Bleep)                                  | |
| 1958年 | テレビ用30分作品                                                                            | 「珍犬ハックル」The Huckleberry Hound Show                               | |
| 1959年 | 外国スタジオに下請けする形で製作された作品                                                  | Rocky and His Friends/The Bullwinkle Show                                | テレビ番組 |
| 1959年 | Syncro-Vox                                                                                  | Clutch Cargo                                                             | テレビ番組 |
| 1960年 | ゼログラフィ作品                                                                            | 「豆象の冒険」Goliath II                                                 | 短編 |
| 1960年 | プライムタイムに放映されたsitcom作品                                                        | 「原始家族フリントストーン」(The Flintstones)                            | テレビ番組 |
| 1961年 | ゼログラフィを用いたフィーチャー映画                                                        | 「101匹わんちゃん」(One Hundred and One Dalmatians)                      | |
| 1961年 | 長寿番組                                                                                    | 「みんなのうた」                                                         | |
| 1964年 | テレビ番組用作品を基にしたフィーチャー映画                                                  | 「クマゴロー」Hey There, It's Yogi Bear!                                 | |
| 1969年 | アダルトアニメ                                                                              | 「千夜一夜物語」                                                         | |
| 1969年 | G指定されたテレビ番組                                                                       | 「スヌーピーとチャーリー」A Boy Named Charlie Brown                      | |
| 1970年 | 番組販売用に作られたsitcom作品                                                              | 「幽霊城のドボチョン一家」Sabrina and the Groovie Goolies                | テレビ番組 |
| 1972年 | 大人向けカートゥーン映画                                                                    | 「フリッツ・ザ・キャット」Fritz the Cat                                  | |
| 1972年 | 大人向けカートゥンテレビアニメーション                                                      | Wait Till Your Father Gets Home                                          | |
| 1974年 | R指定されたカートゥーン映画                                                                 | The Nine Lives of Fritz the Cat                                          | |
| 1977年 | PG指定されたカートゥーン映画                                                                | Wizards                                                                  | |
| 1978年 | Dolby soundを用いたフィーチャー映画                                                         | 「ウォーターシップ・ダウンのうさぎたち」Watership Down                   | |
| 1983年 | ステレオスコピック技術を用いた3D作品                                                        | Abra Cadabra                                                             | |
| 1983年 | computer-generated imageryを含むフィーチャー映画                                            | 「ロックン・ルール」Rock and Rule                                        | |
| 1983年 | ステレオサウンドで録音されたテレビ用アニメーション                                          | 「ガジェット警部」Inspector Gadget                                       | |
| 1984年 | フルCGI作品                                                                                 | 「アンドレとウォーリーB.の冒険」The Adventures of André and Wally B.     | 短編 |
| 1985年 | クレイアニメのフィーチャー映画                                                              | The Adventures of Mark Twain                                             | |
| 1988年 | Cinematography milestone                                                                    | 「ロジャー・ラビット」Who Framed Roger Rabbit                            | First feature film to have live-action and cartoon animation share the screen for the entire film                                                     |
| 1989年 | Dolby Surroundで放映されたテレビ用カートゥーン                                              | Hanna-Barbera's 50th: A Yabba Dabba Doo Celebration                      | |
| 1990年 | デジタル技術を用いて、撮影の過程なく作られたフィーチャー映画                                | 「ビアンカの大冒険 ゴールデン・イーグルを救え!」The Rescuers Down Under  | ディズニーのComputer Animation Production Systemを完全に用いて作られた最初のフィーチャー映画                                                          |
| 1991年 | Academy Award for Best Pictureにノミネートされた作品                                        | 美女と野獣 (Beauty and the Beast)                                        | 2017年現在同賞を受賞したアニメーション作品は存在しない。                                                                                              |
| 1993年 | Direct-to-video（オリジナルビデオ） のCGIアニメーションシリーズ                             | 「ヴェジテールズ」VeggieTales                                            | |
| 1993年 | CGIアニメーションのテレビシリーズ                                                           | 「インセクターズ」Insektors                                              | |
| 1994年 | コンピュータ製作された30分番組                                                              | ReBoot                                                                   | |
| 1995年 | 完全にコンピュータ製作されたフィーチャー映画 G指定されたCGI フィーチャー映画                | トイ・ストーリー(Toy Story)                                              | |
| 1995年 | Dolby Surround 放映用に製作されたテレビアニメーション                                       | 「ピンキー&ブレイン」Pinky and the Brain                                 | |
| 1997年 | インターネット配信用に製作された作品フラッシュアニメ                                        | The Goddamn George Liquor Program                                        | |
| 1998年 | PG指定されたCGIアニメーション映画                                                           | 「アンツ」Antz                                                           | |
| 1999年 | IMAX上映作品                                                                                | 「ファンタジア2000」Fantasia 2000                                        | |
| 2000年 | アードマン・アニメーションズの最初のG指定映画                                               | 「チキンラン」Chicken Run                                                | |
| 2001年 | モーションキャプチャーによって製作されたアニメーション PG-13指定されたCGIアニメーション映画 | ファイナルファンタジー                                                   | |
| 2001年 | 最初のアカデミー長編アニメ映画賞                                                            | シュレック                                                               | モンスターズ・インクとジミーニュートロン(Jimmy Neutron: Boy Genius)もノミネート                                                                       |
| 2002年 | フラッシュで製作されたテレビシリーズ                                                        | 「ムーチャ・ルーチャ!」¡Mucha Lucha!                                     | |
| 2003年 | 最初のフラッシュ製作されたアニメーション映画                                                | Wizards and Giants                                                       | |
| 2004年 | トゥーンレンダリング(Cel-shaded)作品                                                        | Appleseed Steamboy                                                       | |
| 2005年 | Feature shot with digital still cameras                                                     | 「ティム・バートンのコープスブライド」Corpse Bride                       | |
| 2006年 | Blu-rayが発売された作品                                                                     | Dinosaur                                                                 | |
| 2007年 | 一人の人間によってデジタル製作されたフィーチャー映画                                        | 「フラットランド」Flatland                                               | |
| 2007年 | 7.1サラウンドを用いた作品                                                                   | 「アルティメット・アベンジャーズ」Ultimate Avengers Ultimate Avengers 2  | |
| 2008年 | 完全に3Dで製作・発表されたフィーチャー映画                                                  | フライ・ミー・トゥー・ザ・ムーン(Fly Me to the Moon)                     | |
| 2008年 | アダルトCGIアニメーション映画                                                               | Free Jimmy                                                               | |
| 2009年 | Stop-motion character animated using rapid prototyping                                      | 「コララインとボタンの魔女」Coraline                                     | |
| 2009年 | post-production processを用いていない3Dフィーチャー映画                                     | モンスターVSエイリアン(Monsters vs. Aliens)                              | 3D formatを用いた最初の作品 |
| 2010年 | 興行収入1,000,000,000 ドル以上7.1サラウンドサウンドを用いたフィーチャー映画                 | トイ・ストーリー3(Toy Story 3)                                           | |
| 2012年 | 3Dモデルを用いたストップモーション作品                                                      | 「パラノーマン ブライス・ホローの謎」ParaNorman                          | |
| 2014年 | 3D IMAX作品                                                                                 | 「天才犬ピーボ博士のタイムトラベル」Mr. Peabody & Sherman                | |
| 2014年 | The First Pixar Sing Along Song Short Film                                                  | 「南の島のラブソング」Lava                                               | |
| 2015年 | カートゥーン形式のフラッシュアニメ                                                          | The Mr. Peabody & Sherman Show                                           | |
| 2015年 | The First Best Cartoon Animated Short Film                                                  | 「明日の世界」World of Tomorrow                                          | |
| 2016年 | R指定されたCGI フィーチャー映画                                                             | 「ソーセージ・パーティー」Sausage Party                                  | |

## アメリカ

### アルゼンチン
- 1917年: 11月9日『使徒』（El Apostol、アルゼンチン） キリーノ・クリスティアーニによる一時間の長編アニメーション映画。フィルムは散逸して現存しないが、世界最初の長編無声アニメーション映画であったとされている。
- 1929年: 『ペルードポリス』（Peludopolis、クリスティアーニ）。フィルムは現存しないが、世界最初のトーキー長編アニメーション映画とされる。

### アメリカ合衆国
- 1900年:『魔法の絵』（The Enchanted Drawing）。 ジェイムズ・スチュアート・ブラックトンによる、ストップモーション撮影で絵を描き換えたトリック映画。
- 1906年:『愉快な百面相』（Humorous Phases of Funny Faces）。 ブラックトンによる黒板の絵を用いたコマ撮りアニメーション映画。
- 1907年: 『幽霊ホテル』（The Haunted Hotel）。 ブラックトンによるコマ撮り実写映画。実写ではあるが、後のエミール・コール、ウィンザー・マッケイらに影響を与え、その出発点となった。
- 1911年:『リトル・ニモ』（Little Nemo、上映時の正式な題は『ニューヨーク・ヘラルド紙の有名漫画家ウィンザー・マッケイとその動く漫画』Winsor McCay, the Famous Cartoonist of the N.Y. Herald and his Moving Comics）ウィンザー・マッケイによるアニメーション映画。この映画はマッケイの舞台公演の出し物として製作されたが、映画館でも上映された。
- 1917年: 『恐竜ガーティー』（Gertie the Dinosaur、マッケイ）
- 1918年:『ルシタニア号の沈没』（The Sinking of the Lusitania、マッケイ）世界で初めてセルが使用されたアニメーション映画。
- 1921年:フライシャー兄弟がインクウェル・スタジオ(後のフライシャー・スタジオ)を設立。
- 1923年: ウォルト・ディズニーがディズニー・ブラザーズ・スタジオ（現・ウォルト・ディズニー・カンパニー）を設立。
- 1924年: 『おお、メイベル』（Oh Mabel）。世界初のトーキーアニメ映画。
- 1926年: 『懐かしきケンタッキーの我が家』（My Old Kentucky Home）。世界初の完全なトーキーアニメ映画。
- 1928年: 『蒸気船ウィリー』。ディズニーのマスコットキャラクター、ミッキーマウスがデビュー。
- 1929年: ウォルター・ランツがユニバーサル・カートゥーンスタジオを設立。
- 1930年: 『浮世風呂』。『ルーニー・テューンズ』シリーズ第1作。
- 1930年: 『まぶしい皿』。ベティ・ブープがデビュー。
- 1930年: 『Fiddlesticks』。世界初のカラーアニメ映画。
- 1930年:  『花と木』世界初のフルカラーアニメ映画。
- 1930年:   アカデミー賞の短編アニメ部門が設立される。
- 1931年: 『マンドリンを弾いて』。『メリー・メロディーズ』シリーズ第1作。前年に製作された「ルーニー・テューンズ」シリーズから独立。
- 1933年:  レオン・シュレジンガーがレオン・シュレジンガー・プロダクション（1944年にワーナー・ブラザースのアニメ部門となる）を設立。
- 1933年: 『船乗りポパイ』。ポパイがデビュー。
- 1934年: 『かしこいメンドリ』 ディズニーを代表するキャラクターであるドナルド・ダックがデビュー。
- 1935年: ウォルター・ランツがユニバーサル・カートゥーンスタジオをウォルター・ランツプロダクションと改名。
- 1937年: 『白雪姫』。 世界初、そしてディズニー初のカラー長編アニメ映画。
- 1937年: フレッド・クインビーがMGMのアニメーション部門を設立。
- 1937年:『ポーキーのアヒル狩り』。ワーナー・ブラザースを代表するキャラクターダフィー・ダックがデビュー。
- 1939年『ガリヴァー旅行記』。フライシャー・スタジオ初のカラー長編アニメ映画。
- 1940年: 2月10日、『上には上がある』『トムとジェリー』シリーズ第1作。
- 1940年: 7月27日、『野生のバニー』。ワーナー・ブラザースのマスコットキャラクターであるバッグス・バニーがデビュー。
- 1940年: 11月25日、『キツツキとパンダ一家』。ユニバーサルのマスコットキャラクターであるウッディー・ウッドペッカーがデビュー。
- 1941年: カナダのカナダ国立映画局がアニメーションの製作を開始。イギリスから招かれたノーマン・マクラレンの制作拠点となる。
- 1942年: フライシャー・スタジオが倒産し、パラマウント映画がフェイマス・スタジオを新たに発足。
- 1942年: 『ネコたちの大作戦』。ワーナー・ブラザースを代表するキャラクターであるトゥイーティーがデビュー。
- 1942年: 『ドーバー・ボーイズ』。世界で初めてリミテッド・アニメーションが採用された映画。
- 1944年: ウィリアム・ハンナとジョセフ・バーベラが『H-B エンタープライス』（後のハンナ・バーベラ・プロダクション）を設立。
- 1949年: 『進め!ラビット』（en:Crusader Rabbit）。世界初のテレビアニメ。1話5分。
- 1960年: 『原始家族フリントストーン』放映開始。
- 1960年: 『バッグス・バニー・ショー』放映開始。劇場用短編映画をテレビ用に再編集したもので、2000年まで放送。
- 1962年: ワーナー・ブラザースのアニメーションスタジオの閉鎖に伴い、デヴィッド・H・ディパティエとフリッツ・フレレングが『ディパティエ・フレレング・エンタープライズ』を設立。

## アジア

### 中国
- 1922年: 舒振東華文打字機 (Shuzhendong Chinese Typewriter) 最初の商業アニメーション
- 1926年: 大鬧畫室 (Uproar in the Studio) 萬氏兄弟の作品
- 1935年: 骆驼献舞 (The Camel's Dance) 音がついた最初のアニメーション
- 1941年: 西遊記 鉄扇公主の巻 (Princess Iron Fan)
- 1960年: おたまじゃくしがお母さんを探す（Baby Tadpoles Look for Their Mother）最初の水墨アニメーション
- 1961年: 大鬧天宫 上（The Monkey King 1）
- 1964年: 大鬧天宫 下（The Monkey King 2）
- 1979年: 哪吒鬧海（Prince Nezha's Triumph Against Dragon King）
- 1980年: 三个和尚 (Three Monks)

### インド
- 1974年: Ek Anek Aur Ekta
- 1978年: The Hunt
- 1986年: Ghayab Aaya
- 1992年: Ramayana: The Legend of Prince Rama
- 2005年: Hanuman
- 2012年: Chhota Bheem and the Curse of Damyaan
- 2012年: Arjun: The Warrior Prince
- 2013年: Chhota Bheem and the Throne of Bali
- 2014年: Mighty Raju Rio calling
- 2016年: Chhota Bheem Himalayan Adventure
- 2016年: Motu Patlu: King Of Kings

### イラン
イランのアニメーションは、主にアニメーターのNoureddin Zarrinkelkに負うところが多い。ZarrinkelkはMorteza Momayez、Farshid Mesghali、Ali Akbar Sadeghi、Arapik Baghdasarianのような他の仲間のアーティストと協力して、Intellectual Development of Children and Young Adults （IIDCYA）を創設した。
- 紀元前3000年ごろ: Zoopraxiscope形式の画が陶器に描かれた。最古のアニメーション的作品とされる。
- 1970年: Duty, First
- 1971年: A Playground for Baboush
- 1971年: Philipo and a Train from Hong Kong
- 1971年: Seven Cities
- 1972年: Shower of Flowers
- 1973年: Association Of Ideas
- 1973年: I Am He Who…
- 1974年: Atal-Matal
- 1974年: The Castle
- 1975年: The Mad, Mad, Mad World
- 1975年: The Sun King

### 日本
- 1907年頃: 活動写真と呼ばれる無名のフィルムが現存している[82]
- 1917年: 塙凹内名刀之巻
- 1917年: 芋川椋三玄関番の巻
- 1918年: 浦島太郎 (1918年の映画)
- 1921年: 気圧と水揚ポンプ
- 1922年: 植物生理・生殖の巻
- 1924年: 教育お伽漫画 兎と亀[83]
- 1943年: 桃太郎の海鷲 日本初の長編アニメーション映画
- 1945年: 桃太郎 海の神兵
- 1958年: 白蛇伝 日本初のカラー長編アニメーション映画
- 1963年: 鉄腕アトム (アニメ第1作) 日本初の商業用連続テレビアニメ
- 1963年: 鉄人28号 (テレビアニメ第1作) 巨大ロボットアニメの先駆け。
- 1963年: 狼少年ケン 日本初のアニメオリジナル商業用連続テレビアニメ
- 1965年: ジャングル大帝（アニメ第1作） 日本初の連続カラーテレビアニメ
- 1965年: オバケのQ太郎（アニメ第1作） 藤子不二雄アニメの初号作品で、版元主導によるメディアミックスの先駆け
- 1966年: 魔法使いサリー（アニメ第1作）日本初の少女漫画原作アニメ（日本初の少女向けアニメでもある）で、東映魔女っ子シリーズの初号作品
- 1968年: 太陽の王子 ホルスの大冒険
- 1969年: サザエさん 放送期間が世界一長いアニメーション作品
- 1970年: あしたのジョー
- 1972年: マジンガーZ パイロットが乗り込む形式の巨大ロボットアニメや玩具メーカー主導[注釈 1]による子供向けアニメの先駆け
- 1973年: ど根性ガエル 最初にメディアミックスが本格化したジャンプアニメ[注釈 2]
- 1974年: 宇宙戦艦ヤマト 未来を舞台としたSFアニメの先駆け
- 1979年: 機動戦士ガンダム リアルロボットアニメの先駆け
- 1979年: ルパン三世 カリオストロの城
- 1979年: ドラえもん (1979年のテレビアニメ)
- 1988年: それいけ!アンパンマン
- 1990年: ちびまる子ちゃん 日本を代表する少女漫画を原作としたアニメ
- 1992年: クレヨンしんちゃん
- 1996年: 名探偵コナン
- 1997年: ポケットモンスター (1997-2002年のアニメ) 日本を代表するコンピュータゲームを原作としたアニメ

### 大韓民国
- 1967年: 少年勇者ギルドン 韓国初の長編アニメーション映画
- 1976年: ロボットテコンV
- 1987年: 赤ちゃん恐竜 ドゥーリー 1983年から連載された漫画作品が原作。韓国におけるメディアミックスの先駆け。
- 1989年: 2020年ワンダー・キディ 初めて日本に輸出される。
- 2003年: ポンポン ポロロ 韓国で初めてフルCGで制作された作品。

### マレーシア
マレーシアのアニメーションは、1946年にMalayan Film Unit（現在はNational Film）の設立に始まった。最初の短いアニメーション映画は、ヒカヤット・サン・カンチル（Hikayat Sang Kancil、1978）であり、1983年に放映された。1985年から1987年の間に登場した短編映画に、The Mouse & Monkey, The Mouse & Crocodile, The Crow Rage, the Rabbit Arrogant and the Lion of Halobaなどがある。
- 1972年: Selamat Hari Natal
- 1979年: Hapuskan Nyamuk Aedes
- 1978年: Hikayat Sang Kancil
- 1985年: Sang Kancil & Monyet
- 1985年: Sang Kancil & Buaya
- 1986年: Gagak Yang Bijak
- 1986年: Arnab Yang Sombong
- 1987年: Singa Yang Haloba
- 1993年: Usop Sontorian
- 1996年: Keluang Man
- 1999年: Kampong Boy
- 1999年: Anak- Anak Sidek
- 1999年: Sang Wira
- 2006年: Bola Kampung
- 2007年: ウピンとイピン (Upin & Ipin)
- 2011年: Boboiboy
- 2014年: The Amazing Awang Khenit
- 2016年: Ejen Ali

## ヨーロッパ

### イギリス
- 1899年: アーサー・メルボルン・クーパーの"Matches Appeal"。 アーサー・メルボルン・クーパーによる、マッチ棒によるコマ撮りアニメーションを用いた広報映画。世界最初のコマ撮りアニメーション映画。
- 1954年: 動物農場 (Animal Farm)
- 1978年: ウォーターシップダウンのうさぎたち (Watership Down)
- 1982年: Plague Dogs
- 1982年: SuperTed
- 1990年: The Dreamstone
- 1999年: Watership Down

### チェコ
チェコの人形アニメーションのルーツは、1940年代半ばに人形劇場経営者エドゥアルド・ホフマン (Eduard Hofman) とイジー・トルンカ (Jiří Trnka) が詩動的なアニメーション学校Bratřív Trikuを設立したときに始まりまった。以来、アニメーションは拡大し、繁栄した
- 1945年: Dědek zasadil řepu ("My grandfather planted a beet")
- 1946年: Zvířátka to petrovstí ("Animals and bandits")
- 1946年: Pérak SS ("The jumper and the men of the SS")
- 1946年: Dárek ("The Gift")
- 1947年: Špalíček ("The Czech Year")
- 1949年: Román s basou ("Story of a bass")
- 1949年: Čertuv mlýn ("The Devil's Mill")
- 1949年: Arie prerie ("Song of the Prairie")
- 1949年: Císařův Slavík ("The Emperor's Nightingale")

### エストニア
エストニアのアニメーションが始まったのは1930年代である。
- 1931年 - The Adventures of Juku the Dog, エストニアで最初のアニメーション短編作品
- 1950年代 - Tallinnfilm内でElbert Tuganovによってアニメーション部門が設立

### フランス
- 1892年:『哀れなピエロ』（en:Pauvre Pierrot）。シャルル・エミール・レイノーによりテアトル・オプティークを用いて上映された、アニメーション映画の先駆的作品。
- 1908年:『ファンタスマゴリー』（Fantasmagorie）がジムナーズ劇場にて上映。エミール・コールによる世界最初の純粋な絵画によるアニメーション映画。
- 1909年: 最初のモーフィング使用作品
- 1910年: 最初の人形劇アニメとカラーカートゥーン作品
- 1911年: 最初のpixilation止揚作品
- 1916年: La journée de Flambeau最初のアニメーションシリーズ
- 1952年: 映画『やぶにらみの暴君』（後に『王と鳥』に改題。原作アンデルセン、監督ポール・グリモー）が公開。日本では1953年に公開され、文部省などの選定を受ける。1980年に『王と鳥』としてフランスで公開、日本では2006年にスタジオ・ジブリが公開。
- 1960年: 世界最大の国際アニメーション映画祭であるアヌシー国際アニメーション映画祭がカンヌ国際映画祭から独立して第1回を開催。

### ハンガリー
- 1914年：István KatóKiszlyが、ニュースリールでの使用するカットアウト・プロモーション・アニメーションに関与
- 1932年：Gyula MacskássyとJános Halászがハンガリー初のアニメーションスタジオColoritonを設立。
- 1930年-1940年：Jean Image、George Pal、John Halasなどのハンガリーのアニメーターは、政治的不安定さからハンガリーから移住。
- 1948年：すべての映画制作は、ハンガリー共産党のMagyar Szinkronfilmgyártó Vállalat（後のPannónia Film Stúdió）によって国有化。
- 1951年：Gyula MacskássyとEdit Feketeがハンガリーの最初のカラーアニメーション「A Kiskakas gyémánt félkrajcárja」を制作。
- 1962年：Gyula MacskássyとGyörgy Várnaiがハンガリーの最初のアニメシリーズ、Petiシリーズを制作。
- 1973年：Marcell Jankovicsが、初の長編「János Vitéz」を制作。
- 1981年：Ferenc Rofuszが1981年にアカデミー賞を受賞した。
- 1981年：János KassのDilemmaが初めて完全にデジタル化されたアニメーション映画 [87]
- 1985年 - 最初のハンガリーアニメーション漫画祭を開催。

### イタリア
- 1914年：カビリアで特殊効果としてのストップモーションアニメーションを最初に使用
- 1949年：最初の2つのイタリアのアニメ映画が発表される。：Anton Gino Domeneghini監督のLa Rosa di BagdadとNino Pagot監督のDynamite Brothers
- 1970年：イタリアのアニメ漫画芸術産業（La Linea、ミオ&マオ (Mio Mao)、カリメロ (Calimero)など）が生まれる。
- 1977年：アニメーションのイタリアでの古典、ネオ・ファンタジア (Allegro non troppo)はディズニーのファンタジアのパロディーであり、これはブルーノ・ボゼット監督の最も野心的な作品である。[88]

### ロシア
- 1910年-1913年: ラディスラフ・スタレヴィッチが人形劇アニメを制作
- 1935年: ソ連邦で最初のアニメーションフィーチャー映画The New Gulliver
- 1935年: ソユーズムリトフィルム設立
- 1930年代後半から1950年代:社会主義リアリズム作品の登場
- 1947年: The Humpbacked Horse
- 1952年: The Scarlet Flower
- 1955年: The Enchanted Boy
- 1956年: The Twelve Months
- 1957年: 雪の女王 (The Snow Queen)
- 1967年-1971年: Adventures of Mowgli series
- 1969年: Gena the Crocodile, 最初のチェブラーシカ作品が登場
- 1969年: Winnie-the-Pooh.
- 1969年: The Bremen Town Musicians.
- 1969年-1986年: ヌー、パガジー! (Nu, Pogodi!)
- 1973年: The Nutcracker
- 1975年: 霧につつまれたハリネズミ (Hedgehog in the Fog)
- 1978年: Three from Prostokvashino
- 1979年: Tale of Tales
- 1981年: 第三惑星の秘密 (The Mystery of the Third Planet)
- 1982年: Once Upon a Dog
- 1987年: 小さなペンギンロロの冒険 (The Adventures of Lolo the Penguin)
- 1999年: The Old Man and the Sea
- 2001年以降: Masyanya, Mr. Freemanらがインターネット上で獨立アニメーション運動を展開
- 2004年-2012年: Kikoriki (Smeshariki)
- 2009年以降: マーシャと熊 (Masha and the Bear)

## メディア
- 以前最初のアニメーション映画と考えられていたジェームズ・スチュアート・ブラックトンによる1906年の『愉快な百面相』
- A 1921 sequel to Winsor McCay's "Gertie the Dinosaur", 1914, the first cartoon with personality animation